# Pa-ta šan-žen

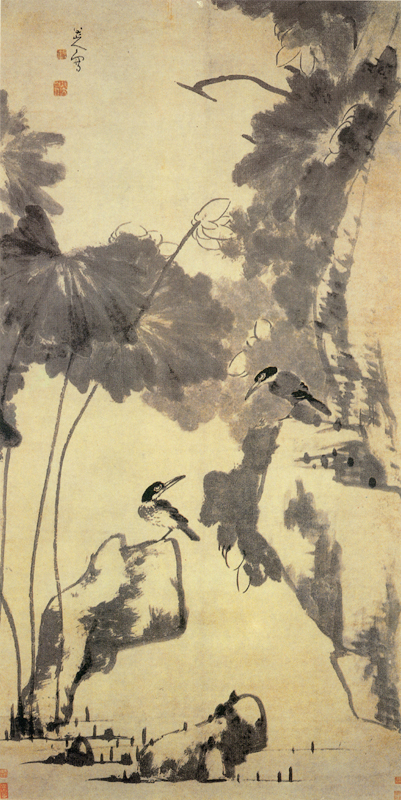
Pa-ta šan-žen: Lotos a ptáci, Šanghajské muzeum

Pa-ta šan-žen (čínsky pchin-jinem Bādà shānrén, znaky 八大山人, volně „Horal osmi výšin“; asi 1626– asi 1705) byl čínský malíř raně čchingského období. Maloval především přírodní motivy v žánru „květin a ptáků“.

## Jména
Pa-ta šan-žen byl pseudonym, jeho vlastní jméno bylo Ču Ta (čínsky pchin-jinem Zhū Dā, znaky 朱耷), mnišské jméno Čchuan-čchi (čínsky pchin-jinem Chuánqǐ, znaky zjednodušené 传綮, tradiční 傳綮), zdvořilostní jméno Žen-an (čínsky pchin-jinem Rènān, znaky 刃庵), užíval i řadu dalších pseudonymů a přezdívek.

## Život a dílo
Narodil se v jedné z vedlejších větví dynastie Ming, byl vzdáleným potomkem Ču Čchüana, knížete z Ning a 17. syna Chung-wua, zakladatele a prvního císaře říše Ming. Dostalo se kvalitního konfuciánského i uměleckého vzdělání, v rodině tradičního. Po pádu říše Ming a smrti otce roku 1644 ztratil privilegované postavení, před mandžuskými dobyvateli Číny se musel skrývat v horách, a nakonec roku 1648 vstoupil do buddhistického kláštera a stal se mnichem. Od konce 70. let 17. století se začal vracet do světského života, v němž se živil jako profesionální malíř. patrně z těžkých let skrývání a strachu mu do konce života zůstaly psychické problémy, nějakou dobu dokonce nemluvil.
Maloval zpravidla tuší přírodní motivy v žánru „květin a ptáků“, květiny, ovoce, zeleninu, bambus, skály, stromy, ptáky a zvířata; používal rozmývanou tuš. Jeho obrazy „květin a ptáků“ jsou ovlivněny stylem mingských Čchen Čchuna a Sü Weje, a jejich snahou o vystižení duchovní podstaty zobrazovaného. Při malbě krajin, které pojednával v brilantní zkratce, se inspiroval přístupem umělců 10. století Tung Jüana a Ťü-žena.
Patřil mezi malíře-individualisty raného čchingského období (vedle Š’-tchaoa), tvořící v opozici vůči převládající ortodoxii. Za života i po smrti nepatřil mezi významné umělce, cenili si ho pouze někteří japonští sběratelé. V Číně byl vyzdvižen až počátkem 20. století, kdy kritici ocenili jeho kreativní novátorství a vyzdvihli ho jako protimandžuského vlastence.